# Campeonato Mundial de Patinaje Artístico sobre Hielo de 1927
El XXV Campeonato Mundial de Patinaje Artístico se realizó en Davos (concurso masculino) entre el 5 y el 6 de febrero, en Oslo (concurso femenino) entre el 19 y el 20 de febrero y en Viena (concurso por parejas) entre el 22 y el 23 de febrero de 1927 bajo la organización de la Unión Internacional de Patinaje sobre Hielo (ISU), la Federación Suiza de Patinaje sobre Hielo, la Federación Noruega de Patinaje sobre Hielo y la Federación Austriaca de Patinaje sobre Hielo. 

## Resultados

### Masculino
| Puesto | Nombre           | País     | Puntos |
| ------ | ---------------- | -------- | ------ |
| Oro    | Willy Böckl      | Austria  | 11     |
| Plata  | Otto Preissecker | Austria  | 15     |
| Bronce | Karl Schäfer     | Alemania | 24     |

### Femenino
| Puesto | Nombre         | País    | Puntos |
| ------ | -------------- | ------- | ------ |
| Oro    | Sonja Henie    | Noruega | 7      |
| Plata  | Herma Szabo    | Austria | 8      |
| Bronce | Karen Simensen | Noruega | 17     |

### Parejas
| Puesto | Nombre                     | País           | Puntos |
| ------ | -------------------------- | -------------- | ------ |
| Oro    | Herma Szabo / Ludwig Wrede | Austria        | 6,5    |
| Plata  | Lily Scholz / Otto Kaiser  | Austria        | 9      |
| Bronce | Liesl Hoppe / Oskar Hoppe  | Checoslovaquia | 14,5   |

## Medallero
| Núm. | País           | Oro | Plata | Bronce | Total |
| ---- | -------------- | --- | ----- | ------ | ----- |
| 1    | Austria        | 2   | 3     | 0      | 5     |
| 2    | Noruega        | 1   | 0     | 1      | 2     |
| 3    | Alemania       | 0   | 0     | 1      | 1     |
| 3    | Checoslovaquia | 0   | 0     | 1      | 1     |
|      | TOTAL          | 3   | 3     | 3      | 9     |

| Predecesor: Suecia - Alemania 1926 | Campeonato Mundial de Patinaje Artístico sobre Hielo 1927 | Sucesor: Alemania - Reino Unido 1928 |

- Datos: Q670891